# Candon
Candon ist eine Stadt in der philippinischen Provinz Ilocos Sur. In dem 103,3 km² großen Gebiet lebten im Jahr 2015 60.623 Menschen. Dadurch ergibt sich eine Bevölkerungsdichte von 587 Einwohnern pro km². Ein großer Teil der Bevölkerung lebt von der Landwirtschaft und vom Fischfang. Candon besitzt wie Vigan einige alte spanische Häuser und Kirchen.

## Bevölkerungsentwicklung
| Jahr | Einwohnerzahlen | Haushalte |
| ---- | --------------- | --------- |
| 2000 | 50.624          | 10.257    |
| 2004 | 54.107          | 11.387    |

## Baranggays
Candon ist in die folgenden 42 Baranggays aufgeteilt:
- Allangagigan Primero
- Allangagigan Segundo
- Amguid
- Ayudante
- Bagani Camposanto
- Bagani Gabor
- Bagani Tocgo
- Bagani Ubog
- Bagar
- Balingaoan
- Bugnay
- Calaoaan
- Calongbuyan
- Caterman
- Cubcubbuot
- Darapidap
- Langlangca Primero
- Langlangca Segundo
- Oaig-Daya
- Palacapac
- Paras
- Parioc Primero
- Parioc Segundo
- Patpata Primero
- Patpata Segundo
- Paypayad
- Salvador Primero
- Salvador Segundo
- San Agustin
- San Andres
- San Antonio
- San Isidro
- San Jose
- San Juan
- San Nicolas
- San Pedro
- Santo Tomas
- Tablac
- Talogtog
- Tamurong Primero
- Tamurong Segundo
- Villarica

## Persönlichkeiten
- Edmundo Abaya (1929–2018), Erzbischof von Nueva Segovia